# Samois-sur-Seine
Samois-sur-Seine är en kommun i departementet Seine-et-Marne i regionen Île-de-France i norra Frankrike. Kommunen ligger i kantonen Fontainebleau som tillhör arrondissementet Fontainebleau. År 2022 hade Samois-sur-Seine 2 066 invånare.

## Befolkningsutveckling
Antalet invånare i kommunen Samois-sur-Seine
| Referens: INSEE |